# أنخيل غالاردو
أنخيل غالاردو (بالإسبانية: Ángel Gallardo)‏ هو عالم طبيعي ومهندس مدني وسياسي أرجنتيني، ولد في 19 نوفمبر 1867 في بوينس آيرس في الأرجنتين، وتوفي بنفس المكان في 13 مايو 1934.